# JuWi-Fest
Das JuWi-Fest ist ein von Studenten der Fakultäten Jura und Wirtschaftswissenschaften der Universität Münster geplantes und durchgeführtes eintägiges Musikfestival. Das Leitmotto lautet „Von Studierenden für Studierende“.

## Geschichte
Im Jahr 1975 fand das Festival erstmals als Campus-Sommerfest statt. Veranstaltungsort ist seitdem das Juridicum in Münster, das Fest findet üblicherweise an einem Donnerstag im Juni statt. Im Jahr 2008 wurden rund 6.000 Besucher gezählt. Das Konzept des Festes ist es, für Studenten ein möglichst günstiges Event durchzuführen, aber mit bekannten Headlinern auch nichtstudentisches Publikum anzulocken.
Anfang 2009 entschieden sich die Veranstalter aus den Fachschaften Jura und WiWi, die bisherige JuWi-Fest GbR in eine GmbH umzuwandeln, um das Fest auch für künftige Generationen abzusichern. In Nordrhein-Westfalen ist es das größte von Studenten organisierte Open-Air-Musikfestival.
Beim JuWi-Fest spielen inzwischen bis zu zehn Bands auf zwei Bühnen im Innenhof des Juridicums und auf den Aawiesen; der Schwerpunkt liegt dabei auf einem Mix aus Rockmusik und elektronischer Musik. Headliner der vergangenen Jahre waren unter anderem:

## Bisherige Termine und Bands

### 2005
- u. a. Juli, P:lot, Sofaplanet (15. Juni 2005)

Neben den Headlinern spielen auch lokale Bands. Bestandteil des Festivals ist eine After-Show-Party, die in einer der umliegenden Diskotheken stattfindet.

### 2006
- u. a. Die Happy, Virginia Jetzt!, Madsen, Hund am Strand (1. Juni 2006)

### 2007
- u. a. Revolverheld, Karpatenhund, Königwerq (14. Juni 2007)

### 2008
- u. a. H-Blockx, Pohlmann, Vermillion Valve, The Economix (5. Juni 2008)

### 2009
- u. a. mit MIA., Silvester, Bakkushan, My New Zoo (18. Juni 2009)

### 2010
- u. a. mit Culcha Candela, Uwu Lena,[2] Grossstadtgeflüster, Johnny Handsome, Jupiter Jones, Kapelle Petra und The Economix (Professoren-Band) (17. Juni 2010)

### 2011
- u. a. mit Revolverheld,[3] Tune Circus, Jizzo John, Die Spezialisten, Flash Forward (26. Mai 2011)

### 2012
- u. a. mit Samy Deluxe, Supershirt, Retro Stefson, Bonjah, I’m Not A Band (14. Juni 2012)

### 2013
- u. a. mit Kakkmaddafakka, Alle Farben, Bratze, Balthazar, Blaudzun etc. (13. Juni 2013)

### 2014
- u. a. mit Shout Out Louds, WhoMadeWho, Robin Schulz, Pool, Bonjah, Jizzo John etc. (15. Mai 2014)

### 2015
- u. a. mit Everything Everything, Gamper & Dadoni, KlangKuenstler, alcoholic faith mission, Tora, When We Are Wild, spaceman spiff, Intergalactic Lovers, Inuit Affairs (11. Juni 2015)

### 2016
- u. a. mit Philipp Dittberner, Filous, Heisskalt, Saint WKND, Whitney, Liam X, Rekk, Inuit Affairs (23. Juni 2016)
- Das Festival 2016 musste gegen 23 Uhr aufgrund eines starken Unwetters abgebrochen werden.

### 2017
- u. a. mit KID OK [sprangen kurzfristig für den erkrankten Alex Clare ein], Gamper & Dadoni, Milliarden, Niklas Ibach, Saint WKND, Razz, Beatfrog (18. Mai 2017)

### 2018
- mit Ofenbach, Itchy, Steve Void, Giant Rooks, JetBone, The Day, Good Morning Fire Eater, Mond (7. Juni 2018)

### 2019
- mit Jules Ahoi, Aevion, Die Lieferanten, Giulia Wahn, Ape One, Hermetrik, Klappstuhl Mafia (25. Mai 2019)